# JJ 레딕

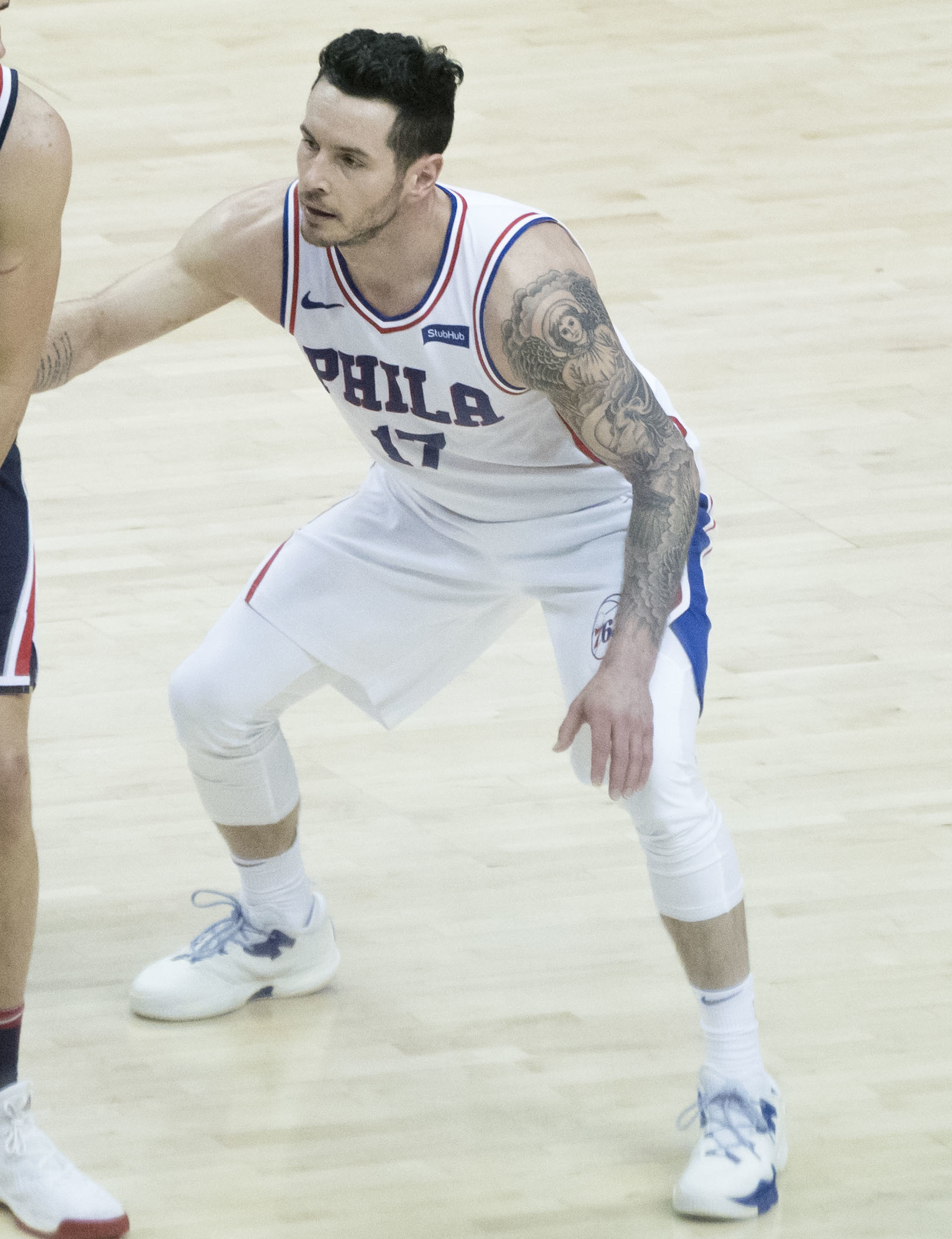
2018년 모습

JJ 레딕(JJ Redick, 본명: 조나단 클레이 "JJ" 레딕, /ˈrɛdˈk/ RED-ik, 1984년 6월 24일 ~ )은 미국 프로 농구 코치이자 NBA(전미 농구 협회) 로스앤젤레스 레이커스의 수석 코치였던 전직 선수이다. 가장 최근에 ESPN의 분석가로 재직했다. 듀크 블루 데빌스(Duke Blue Devils)에서 대학 농구를 했으며 많은 개인 상을 받았다. 2006년 NBA 드래프트에서 올랜도 매직에 의해 전체 11순위로 선택되었고 이후 NBA에서 6개의 다른 팀에서 15시즌 동안 뛰었다.
대학 생활과 프로 경력 전반에 걸쳐 레딕은 뛰어난 3점슛과 자유투 슈팅으로 유명했다. 당시 대부분의 포인트와 대부분의 경력 ACC 토너먼트 포인트에서 ACC 기록을 세웠다. 레딕은 듀크의 역대 득점 선두이다. 계속해서 몇 가지 NCAA 자유투 비율 기록과 여러 ACC 기록을 보유하고 있다. 또한 단일 시즌의 대부분의 점수를 포함하여 여러 다른 듀크 기록을 세웠다.
매직에 의해 드래프트된 후 올랜도에서 7시즌을 뛰었고, 그 후 밀워키 벅스에서 짧은 기간을 보낸 후 로스앤젤레스 클리퍼스에서 4시즌을 뛰었다. 2017년 필라델피아 세븐티식서스와 1년 계약을 맺고 이듬해 1년 계약으로 재계약했다. 2019년 레딕은 뉴올리언스 펠리컨스와 2년 계약을 체결했다. 2021년에 댈러스 매버릭스로 트레이드되었다. NBA에서 15시즌을 보낸 후 레딕은 2021년 9월 21일에 은퇴했다. 레딕은 자신이 뛰었던 여러 팀에서 프랜차이즈 싱글 시즌 3점 필드 골 기록을 보유하고 있다.
레딕은 정규 시즌 동안 주간 팟캐스트를 시작한 최초의 NBA 선수이자 두 번째 현역 프로 운동선수가 되었다. 2016년 야후! 스포츠에서 시작되었다. 팟캐스트를 미디어 회사인 언인터프리티드(Uninterrupted)로 옮겼고 2017년에는 더 링거(The Ringer)에서 팟캐스트 에피소드를 계속했다. 2020년에 더 링거를 떠나 자신의 유튜브 채널을 시작했으며 미디어 회사인 스리포투 프로덕션스(ThreeFourTwo Productions)를 공동 창립했다. 가끔 퍼스트 테이크(First Take)에 출연했다.